# Partecipanti all'Ardèche Classic 2024
Elenco dei partecipanti all'Ardèche Classic 2024.
L'Ardèche Classic 2024 è stata la ventiquattresima edizione della corsa. Alla competizione presero parte diciotto squadre: nove iscritte all'UCI World Tour 2024, sei dell'UCI ProTeam e tre dell'UCI Continental Team. 
Partenza con 120 ciclisti accreditati.

## Corridori per squadra
| Soudal Quick-Step               | Soudal Quick-Step               | Soudal Quick-Step               | Cofidis                   | Cofidis                   | Cofidis                   | UAE Team Emirates       | UAE Team Emirates       | UAE Team Emirates       |
| ------------------------------- | ------------------------------- | ------------------------------- | ------------------------- | ------------------------- | ------------------------- | ----------------------- | ----------------------- | ----------------------- |
| N°                              | Ciclista                        | Clas.                           | N°                        | Ciclista                  | Clas.                     | N°                      | Ciclista                | Clas.                   |
| 1                               | James Knox                      | 20°                             | 11                        | Ion Izagirre              | 23°                       | 21                      | Juan Ayuso              | 1°                      |
| 2                               | Paul Magnier                    | 83°                             | 12                        | Jesús Herrada             | 90°                       | 22                      | Marc Hirschi            | 24°                     |
| 3                               | Fausto Masnada                  | 72°                             | 13                        | Anthony Perez             | 63°                       | 24                      | Diego Ulissi            | R                       |
| 4                               | Antoine Huby                    | 12°                             | 14                        | Axel Mariault             | 86°                       | 25                      | Sjoerd Bax              | R                       |
| 5                               | Gil Gelders                     | R                               | 15                        | Jonathan Lastra           | R                         | 26                      | Igor Arrieta            | 10°                     |
| 6                               | Louis Vervaeke                  | 28°                             | 16                        | Harrison Wood             | 82°                       | 27                      | Domen Novak             | R                       |
| 7                               | Pieter Serry                    | 43°                             | 17                        | Thomas Champion           | 62°                       |                         |                         |                         |
| Israel-Premier Tech             | Israel-Premier Tech             | Israel-Premier Tech             | Intermarché-Wanty         | Intermarché-Wanty         | Intermarché-Wanty         | Lidl-Trek               | Lidl-Trek               | Lidl-Trek               |
| N°                              | Ciclista                        | Clas.                           | N°                        | Ciclista                  | Clas.                     | N°                      | Ciclista                | Clas.                   |
| 31                              | Michael Woods                   | 21°                             | 41                        | Georg Zimmermann          | 17°                       | 51                      | Mattias Skjelmose       | 3°                      |
| 32                              | Stephen Williams                | 14°                             | 42                        | Lorenzo Rota              | 7°                        | 52                      | Bauke Mollema           | 40°                     |
| 33                              | Nick Schultz                    | 47°                             | 43                        | Lilian Calmejane          | 27°                       | 53                      | Amanuel Gebreigzabhier  | 25°                     |
| 34                              | Marco Frigo                     | 57°                             | 44                        | Rune Herregodts           | 76°                       | 54                      | Quinn Simmons           | 71°                     |
| 35                              | Hugo Houle                      | 87°                             | 45                        | Simone Petilli            | 56°                       | 55                      | Julien Bernard          | 73°                     |
| 36                              | Jakob Fuglsang                  | 33°                             | 46                        | Rein Taaramäe             | 78°                       | 56                      | Louis Leidert           | 93°                     |
| 37                              | Mason Hollyman                  | R                               | 47                        | Sacha Prestianni          | R                         | 57                      | Fabio Felline           | R                       |
| Groupama-FDJ                    | Groupama-FDJ                    | Groupama-FDJ                    | Team DSM-Firmenich PostNL | Team DSM-Firmenich PostNL | Team DSM-Firmenich PostNL | Lotto Dstny             | Lotto Dstny             | Lotto Dstny             |
| N°                              | Ciclista                        | Clas.                           | N°                        | Ciclista                  | Clas.                     | N°                      | Ciclista                | Clas.                   |
| 61                              | Valentin Madouas                | 39°                             | 71                        | Romain Bardet             | 18°                       | 81                      | Maxim Van Gils          | 5°                      |
| 62                              | Romain Grégoire                 | 2°                              | 72                        | Warren Barguil            | 13°                       | 83                      | Eduardo Sepúlveda       | 45°                     |
| 63                              | Rémy Rochas                     | 26°                             | 73                        | Kevin Vermaerke           | 6°                        | 84                      | Sylvain Moniquet        | 19°                     |
| 64                              | Kevin Geniets                   | 11°                             | 74                        | Chris Hamilton            | 36°                       | 85                      | Jonas Gregaard          | 80°                     |
| 65                              | Thibaud Gruel                   | 69°                             | 75                        | Romain Combaud            | 58°                       | 86                      | Jenno Berckmoes         | 68°                     |
| 66                              | Lorenzo Germani                 | 75°                             | 76                        | Martijn Tusveld           | 65°                       | 87                      | Jarrad Drizners         | 79°                     |
| 67                              | Lars van den Berg               | R                               | 77                        | Patrick Bevin             | R                         |                         |                         |                         |
| Decathlon AG2R La Mondiale Team | Decathlon AG2R La Mondiale Team | Decathlon AG2R La Mondiale Team | Arkéa-B&B Hotels          | Arkéa-B&B Hotels          | Arkéa-B&B Hotels          | Tudor Pro Cycling Team  | Tudor Pro Cycling Team  | Tudor Pro Cycling Team  |
| N°                              | Ciclista                        | Clas.                           | N°                        | Ciclista                  | Clas.                     | N°                      | Ciclista                | Clas.                   |
| 91                              | Felix Gall                      | 4°                              | 101                       | Clément Venturini         | 53°                       | 111                     | Aloïs Charrin           | 85°                     |
| 92                              | Aurélien Paret-Peintre          | 9°                              | 102                       | Louis Barré               | 30°                       | 112                     | Sébastien Reichenbach   | 34°                     |
| 93                              | Dorian Godon                    | 52°                             | 103                       | Élie Gesbert              | R                         | 113                     | Simon Pellaud           | 74°                     |
| 94                              | Clément Berthet                 | 22°                             | 104                       | Ewen Costiou              | 49°                       | 114                     | Hannes Wilksch          | 46°                     |
| 95                              | Nans Peters                     | 29°                             | 105                       | Michel Ries               | R                         | 115                     | Marco Brenner           | 15°                     |
| 96                              | Alex Baudin                     | 66°                             | 106                       | Simon Guglielmi           | 64°                       | 116                     | Luc Wirtgen             | 44°                     |
| 97                              | Jaakko Hänninen                 | 77°                             | 107                       | Anthony Delaplace         | 59°                       | 117                     | Roland Thalmann         | 42°                     |
| Uno-X Mobility                  | Uno-X Mobility                  | Uno-X Mobility                  | Bingoal WB                | Bingoal WB                | Bingoal WB                | TotalEnergies           | TotalEnergies           | TotalEnergies           |
| N°                              | Ciclista                        | Clas.                           | N°                        | Ciclista                  | Clas.                     | N°                      | Ciclista                | Clas.                   |
| 121                             | Fredrik Dversnes                | 50°                             | 131                       | Marco Tizza               | 70°                       | 141                     | Mathieu Burgaudeau      | R                       |
| 122                             | Johannes Kulset                 | 31°                             | 132                       | Dimitri Peyskens          | R                         | 142                     | Sandy Dujardin          | R                       |
| 123                             | Ådne Holter                     | 91°                             | 133                       | Floris De Tier            | 32°                       | 143                     | Jordan Jegat            | 8°                      |
| 124                             | Simon Dalby                     | 84°                             | 134                       | Aaron Van der Beken       | 54°                       | 144                     | Alexis Vuillermoz       | R                       |
| 125                             | Odd Christian Eiking            | 38°                             | 135                       | Louka Matthys             | 37°                       | 145                     | Alan Jousseaume         | 60°                     |
| 126                             | Magnus Kulset                   | 89°                             | 136                       | Noah Detalle              | 92°                       | 146                     | Fabien Grellier         | 67°                     |
|                                 |                                 |                                 | 137                       | Lucas Jacques             | R                         | 147                     | Mattéo Vercher          | 48°                     |
| Nice Métropole Côte d'Azur      | Nice Métropole Côte d'Azur      | Nice Métropole Côte d'Azur      | Van Rysel-Roubaix         | Van Rysel-Roubaix         | Van Rysel-Roubaix         | CIC U Nantes Atlantique | CIC U Nantes Atlantique | CIC U Nantes Atlantique |
| N°                              | Ciclista                        | Clas.                           | N°                        | Ciclista                  | Clas.                     | N°                      | Ciclista                | Clas.                   |
| 151                             | Jean-Louis Le Ny                | R                               | 161                       | Maxime Jarnet             | R                         | 171                     | Clément Braz Afonso     | 16°                     |
| 152                             | Alexander Konijn                | 88°                             | 162                       | Célestin Guillon          | R                         | 172                     | Matisse Julien          | R                       |
| 153                             | Melvin Crommelinck              | 81°                             | 163                       | Maximilien Juillard       | R                         | 173                     | Artus Jaladeau          | 35°                     |
| 154                             | Jonathan Couanon                | R                               | 164                       | Rémi Capron               | 61°                       | 174                     | Antoine Hue             | R                       |
| 156                             | Andrea Mifsud                   | 41°                             | 165                       | Kenny Molly               | R                         | 175                     | Enzo Briand             | R                       |
| 157                             | Alexandre Léonien               | R                               |                           |                           |                           | 176                     | Léo Danès               | 51°                     |
|                                 |                                 |                                 | 177                       | Robin Plamondon           | 55°                       |                         |                         |                         |